# Jesper Binzer
Jesper Binzer (født 4. september 1965 i København) er en dansk rockmusiker og musikproducer, der siden 1982 har været forsanger og guitarist i D-A-D, som han dannede sammen med bassist Stig Pedersen og trommeslager Peter Lundholm Jensen. Senere blev Jespers lillebror, Jacob Binzer også medlem af bandet.

## Karriere
På pladen Simpatico (1997) er mange af sangene skrevet af Jesper Binzer og omkring sit liv på det tidspunkt.[kilde mangler] Han gennemgik en speciel periode på det tidspunkt, hvor sangskrivningen virkede som en slags terapi for ham.[kilde mangler] Jesper har en enorm passion for D-A-D - og har blandt andet udtalt at han ikke kunne forestille sig et liv uden D-A-D.[kilde mangler] Jesper Binzer har desuden spillet trommer i The Whiteouts.
I 1998 modtog han prisen for Årets Danske Sanger ved GAFFA-prisen.
I 2001 blev han kåret til Årets danske sanger ved Danish Music Awards.
I 2012 udgav Jesper Binzer i samarbejde med Jakob Fälling selvbiografien I Won't Cut My Hair på Gyldendal, der refererer til en D-A-D-sang af samme navn. GAFFA gav bogen fire ud af seks stjerner.
I 2016 blev han vært på radioprogrammet myROCK myWAY på myROCK.
Den 3. november 2017 udgav Binzer sit første soloalbum Dying Is Easy på Warner Music, hvilket var første gang han udgav solomateriale, siden "Good Evening Mr. Whack" fra soundtracket til filmen Bleeder (1999). Albummet fik tre ud af seks stjerner i musikmagasinet GAFFA.
Samme år var han producer på albummet Rock'n'Roll Radio med gruppen Electric Guitars.
I 2019 var han nomineret til Årets danske rocknavn ved Danish Music Awards.
Binzer udgav sit andet soloalbum, Save Your Soul, d. 6. november 2020, og det fik lidt bedre anmeldelser end forgængeren.
I 2021 blev han vært på programmet DR2s store danske rockhistorie på DR2, hvor Binzer fortæller dansk rockhistorie og interviewer musikere og bands. Blandt de medvirkende bands var Dizzy Mizz Lizzy, Sanne Salomonsen, tv·2, Volbeat, MØ, The Raveonettes, Steppeulvene og Nephew medvirkede. Første sæson havde seks afsnit, og i 2022 blev der produceret endnu en sæson med fire afsnit. Musiksiden Soundvenues anmelder var dog ikke begejstret for programmet og skrev at man risikerede at blive dummere af programserien.
Den 7. november 2024 udgav Binzer sin anden selvbiografi Flot Kronhjort. Den fik fem ud af fem stjerner på metaladay.dk.

## Privatliv
Binzers første seriøse forhold var til en kvinde ved navn Jeanette. Hun skred dog efter Binzer havde været hende utro adskillige gange.
Herefter blev han kæreste med Mikhala Wolsgaard-Iversen omkring 1989. De blev gift og fik en datter omkring 1993. Parret blev skilt i 1999. Han måtte i retten for at få samvær med datteren, men mistede den daglige kontakt.
Oven på Wig Wam Tourens fiasko i 2002 blev Binzer ramt af depression, og i sin selvbiografi fra 2012 skrev han, at han fik en af sine "største depressioner, og det varede mindst halvandet år, måske mere" samt at han dagligt røg hash og senere opioider for at kunne sove. Afhængigheden afsluttedes derefter.
Efter bruddet med Wolsgaard-Iversen blev han kæreste med Louise Giese; de blev gift i 2010. Sammen fik de en søn. De boede på Holmen i København i en årrække indtil de flyttede til et hus på Amager. I efteråret 2024 var parret dog blevet skilt og Giese flyttet ud af deres hus. Han blev herefter kæreste med kunstneren Anika Lori.

## Hæder
Danish Music Awards
| År   | Modtager/nomineret arbejde | Pris                  | Resultat  |
| ---- | -------------------------- | --------------------- | --------- |
| 1998 | Jesper Binzer              | Årets Danske Sanger   | Nomineret |
| 2001 | Jesper Binzer              | Årets Danske Sanger   | Vundet    |
| 2019 | Jesper Binzer              | Årets danske rocknavn | Nomineret |

GAFFA-prisen
| År   | Modtager/nomineret arbejde | Pris                        | Resultat  |
| ---- | -------------------------- | --------------------------- | --------- |
| 1998 | Jesper Binzer              | Årets Danske Sanger         | Vundet    |
| 2021 | Save Your Soul             | Årets danske rock-udgivelse | Nomineret |

## Diskografi
Solo
- Dying Is Easy (Warner, 2017)
- Save Your Soul (Warner, 2020)

Med D-A-D
- Call of the Wild (Mega, 1986)
- D.A.D. Draws a Circle (Mega, 1987)
- No Fuel Left for the Pilgrims (Medley, 1989)
- Riskin' It All (Medley, 1991)
- Helpyourselfish (Medley, 1995)
- Simpatico (Medley, 1997)
- Everything Glows (Medley, 2000)
- Soft Dogs (Medley, 2002)
- Scare Yourself (EMI, 2005)
- Monster Philosophy (EMI, 2008)
- DIC.NII.LAN.DAFT.ERD.ARK (Mermaid, 2011)
- A Prayer for the Loud (Mermaid, 2019)
- Speed of Darkness (2024)

Gæsteoptræden
- 2013 Guitar på "Hero Of Mine" på Electric Guitars med Electric Guitars
- 2015 Vokal på "Ik Ordinær" på EP'en Selvfed med Hej Matematik
- 2017 Guitar på "Headless Chicken" på Rock'n'Roll Radio med gruppen Electric Guitars

## Filmografi
- Lulu & Leon (2009, musiker episode 1)
- Ronal Barbaren (2011, stemme Sporfugl/Fuld fyr)
- Hvem holder masken? (2021, sig selv, sæson 1)
- DR2s store danske rockhistorie (2021-2022, vært)